# Karlnilstjärnen
Karlnilstjärnen är en sjö i Arvidsjaurs kommun i Lappland och ingår i Skellefteälvens huvudavrinningsområde. Sjön har en area på 0,0639 kvadratkilometer och ligger 430,9 meter över havet.

## Delavrinningsområde
Karlnilstjärnen ingår i det delavrinningsområde (727689-161187) som SMHI kallar för Mynnar i Naustajaure. Medelhöjden är 428 meter över havet och ytan är 6,06 kvadratkilometer. Det finns inga avrinningsområden uppströms utan avrinningsområdet är högsta punkten. Vattendraget som avvattnar avrinningsområdet har biflödesordning 2, vilket innebär att vattnet flödar genom totalt 2 vattendrag innan det når havet efter 197 kilometer. Avrinningsområdet består mestadels av skog (29 procent) och sankmarker (69 procent). Avrinningsområdet har 0,14 kvadratkilometer vattenytor vilket ger det en sjöprocent på 2,3 procent.